# Dusona alius
Dusona alius là một loài tò vò trong họ Ichneumonidae.